# Sōgen no shōjo Laura
Sōgen no shōjo Laura (jap. 草原の少女ローラ Sōgen no shōjo Rōra) – serial anime wyprodukowany przez studio Nippon Animation. Stanowi ono ekranizacja książek Mały domek w Wielkich Lasach oraz Domek na prerii Laury Ingalls Wilder.
Serialu nigdy nie wyemitowano w Polsce.

## Fabuła
Przygody kilkuletniej dziewczynki Laury i jej dwóch sióstr, żyjących w XIX-wiecznej Ameryce, które wraz z rodzicami, pewnego dnia ruszają krytym wozem w podróż przez lasy i prerie w poszukiwaniu miejsca pod nowy dom.

## Obsada
- Kazuko Sugiyama jako Laura Ingalls
- Hideo Nakamura jako Charles Ingalls
- Eiko Masuyama jako Caroline Ingalls
- Masako Sugaya jako Mary Ingalls
- Yoneko Matsukane jako Carrie Ingalls

i inni.